# Ptolémaïs (Cyrénaïque)
Ne doit pas être confondu avec Ptolémaïs de Cyrène.
Ptolémaïs est une colonie grecque portuaire, qui fut l'une des anciennes capitales de Cyrénaïque, situé près de la ville moderne Tolmeita (arabe : طلميثة) en Libye.

## Histoire
La ville est probablement fondée au VIIe siècle ou VIe siècle av. J.-C. par des colons de Barqa. Rapidement la ville devient l'une des cités-États fondatrices de la fédération du Pentapole de Libye. En -331 l’union est dissoute par la reddition de toutes les villes devant Alexandre le Grand. Après cette défaite la ville intègre l’Empire ptolémaïque. Au début du Ier siècle la région est conquise par Rome et devient une province séparée.
Un important tremblement de terre, rattaché par les archéologues au séisme de 365 en Crète frappe la région et détruit les cinq villes majeures des environs : (Cyrène, Apollonia, Arsinoé, Bérénice et Barqa). Ptolémaïs ayant résisté à la tragédie, les plus importantes autorités de la région s'y installent. Elle est la capitale de la province de Libye II quand elle est détruite par les Vandales en 428. Durant le règne de Justinien la ville est reconstruite, mais elle ne retrouve jamais son pouvoir et est à nouveau détruite par les Arabes au VIIe siècle.

## Redécouverte et fouilles
Couvertes de sable, les ruines de la ville sont dans un état relativement bon pour l'époque. En 2001, une mission archéologique de l’université de Varsovie a entamé le déblaiement de la ville qui a une superficie estimée de 2,5 kilomètres carrés, en excluant ses fortifications ainsi que la grande nécropole.

## Diocèse
Ptolémaïs fut un important diocèse de Libye, extrêmement lié au siège patriarcal d'Alexandrie. 
Nous connaissons comme évêques de Ptolémaïs : 
- vers 260 : Télésphoros
- destitué en 325 puis réintégré jusqu'en 356/359 : Sékoundos
- vers 359 à 365 : Stéphanos
- 365-395 : Sidérios
- 411-413 : Synésios
- 413- après 431 : Evoptios (frère du précédent), il participa au concile d’Éphèse en 431